# Mapperton
Mapperton – wieś w Anglii, w Dorset, w dystrykcie (unitary authority) Dorset. W 2001 wieś liczyła 23 mieszkańców. Mapperton jest wspomniana w Domesday Book (1086) jako Malperetone/Malperretona.